# Дзоппо, Марко
Марко Дзоппо, настоящее имя Марко Руджери (итал. Marco Zoppo, Marco Ruggeri; 1433, Ченто — 1478, Венеция) — живописец раннего итальянского Возрождения периода кватроченто венецианской школы.

## Биография
Марко Руджери получил прозвание «Ло Дзоппо» (Хромой), вероятно, за физический дефект. Он родился в Ченто, расположенном посередине между Феррарой и Болоньей. Первое документальное свидетельство о художнике датируется 1452 годом в связи с реставрацией деревянной статуи XIV века «Мадонна с Младенцем» в Пьеве-ди-Ченто. В 1454 году учился в Падуе в мастерской Франческо Скварчоне. Соучеником Дзоппо в ней был в будущем известный хорватский живописец Джорджо Скьявоне. Работы раннего периода написаны в подражание Скварчоне, а также отражают влияние других падуанских мастеров, в первую очередь Донателло и Андреа Мантеньи, который также был одним из учеников Скварчоне).
В сентябре 1455 года Марко Дзоппо уже находился в Венеции, куда отправился подавать в суд на своего приёмного отца Скварчоне, с которым вскоре разорвал все отношения. Возможно, Дзоппо вернулся в Болонью довольно рано, скорее всего, уже в 1456 году. В этом городе художник выполнил множество важных работ, включая расписной крест, ныне хранящийся в Музее капуцинов, и ретабло для главного алтаря церкви Сан-Клементе-аль-Колледжо-ди-Спанья, созданное совместно с резчиком Агостино Де Марки.
В 1461—1462 годах Дзоппо работал в Болонье и, вероятно, в Ферраре. Его произведения этого периода несут на себе отпечаток влияния живописной манеры Пьеро делла Франческа и Козимо Туры.
Около 1466 года живописец переехал в Венецию. В работах венецианского периода заметное влияние Андреа дель Кастаньо и Бартоломео Виварини, а также живописной мастерской семьи Беллини. Последние работы Дзоппо указывают на его знакомство с работами Антонелло да Мессина, который посетил Венецию в 1474—1476 годах. В 1471 году Дзоппо получил венецианское гражданство: этот город он не оставлял до самой смерти в 1478 году.
Дзоппо не создал своего индивидуального стиля: его творчество на всех этапах было подражательным, но отличалось высоким художественным качеством.

## Галерея

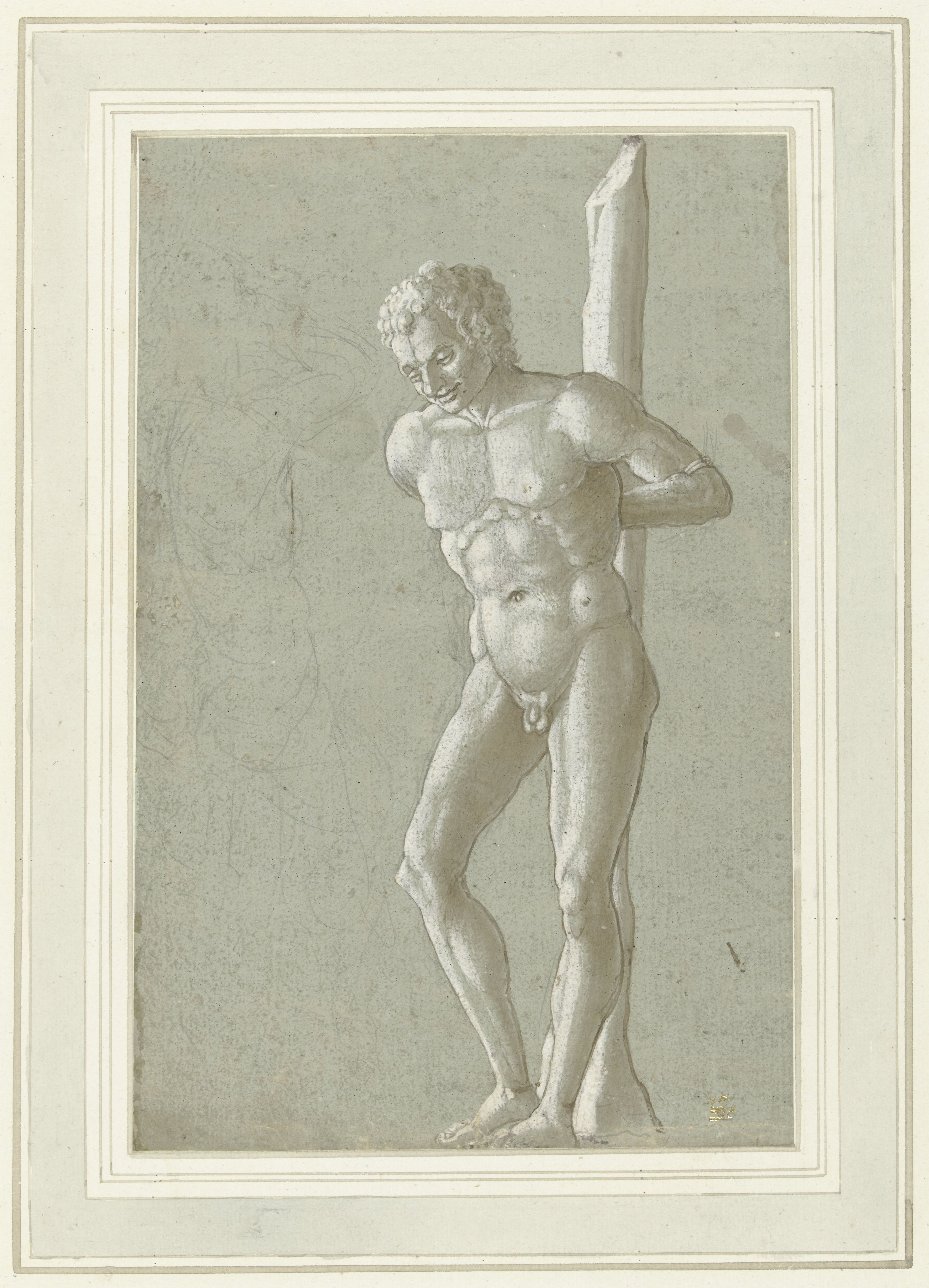
Связанная обнажённая фигура с поднятой рукой. Между 1453 и 1478. Тонированная бумага, перо, кисть, сепия, белила. Рейксмюсеум, Амстердам
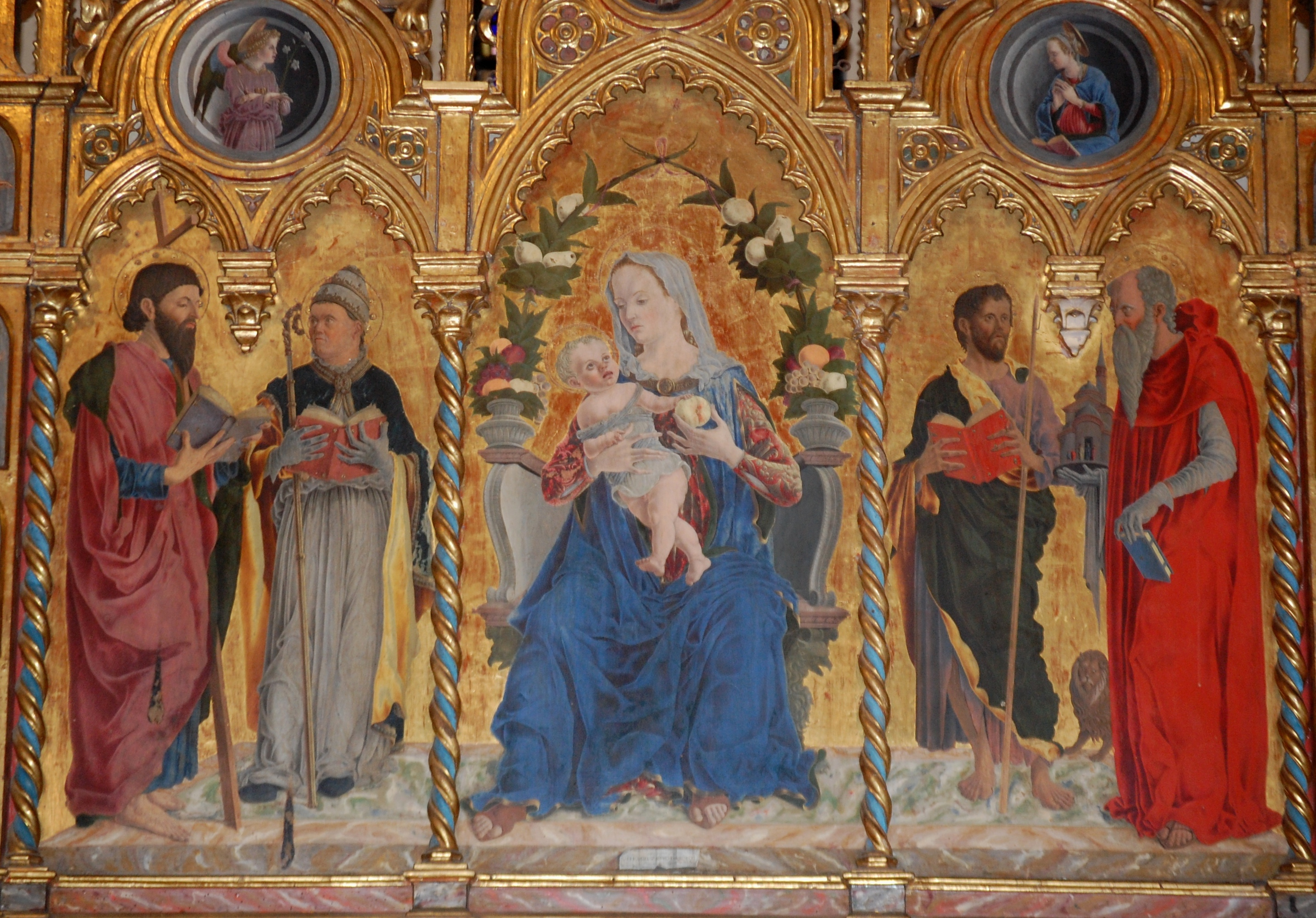
Ретабло главного алтаря церкви Сан-Клементе-аль-Колледжо-ди-Спанья. Дерево, темпера, золочение. Болонья
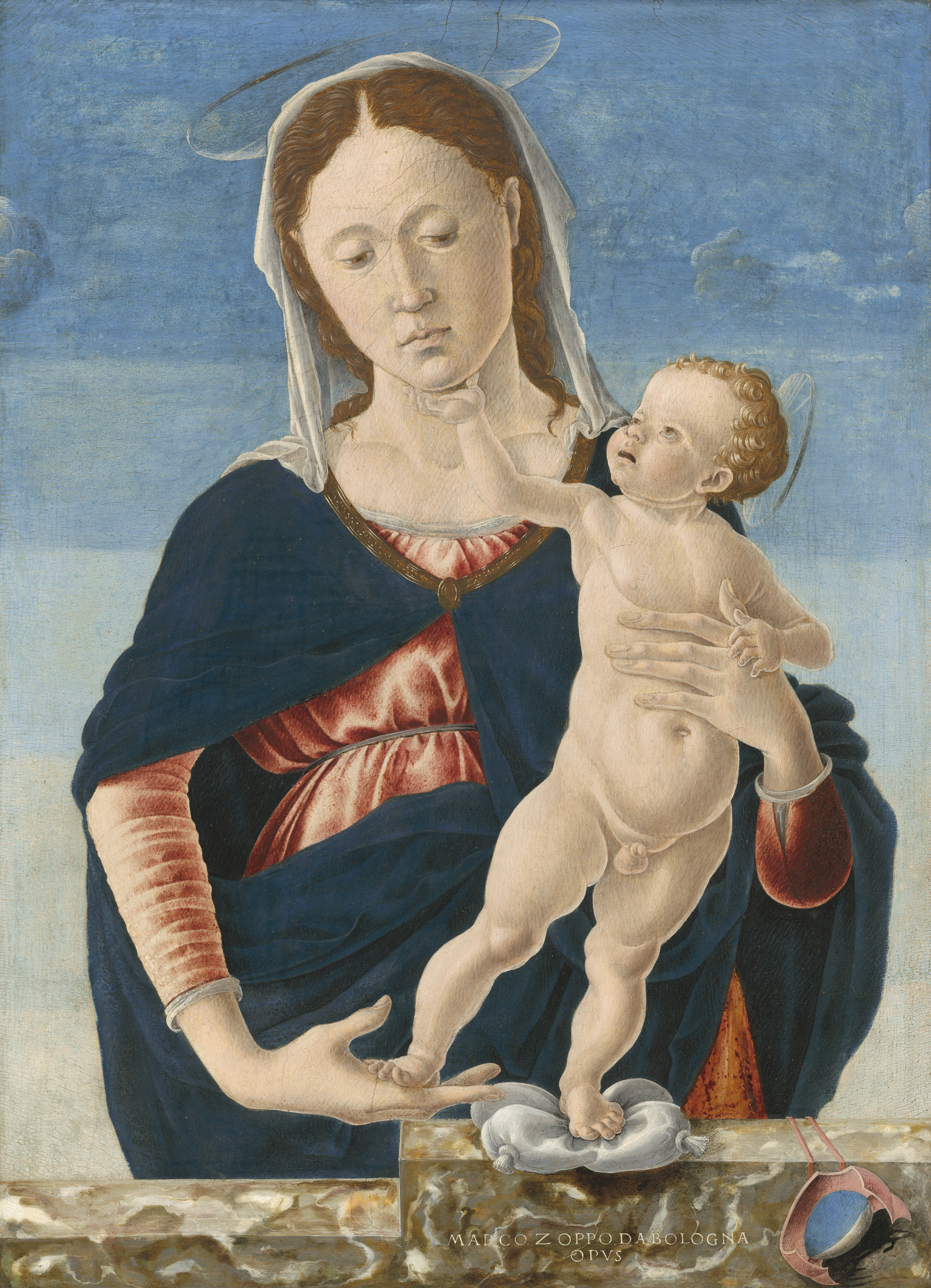
Мадонна с Младенцем. Между 1467 и 1468. Дерево, темпера. Национальная галерея искусства, Вашингтон
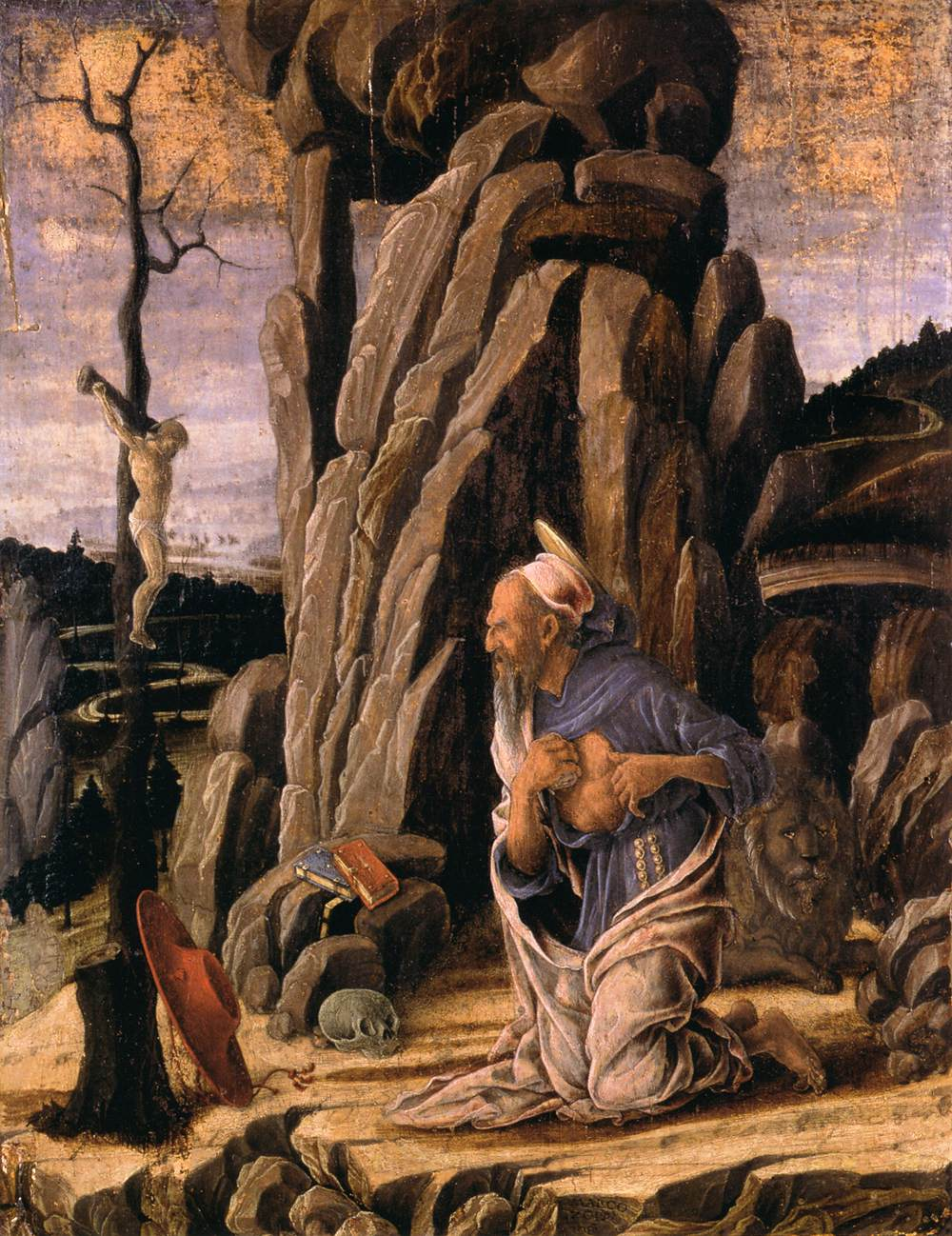
Святой Иероним. Между 1465 и 1466. Дерево, темпера. Национальная пинакотека, Болонья
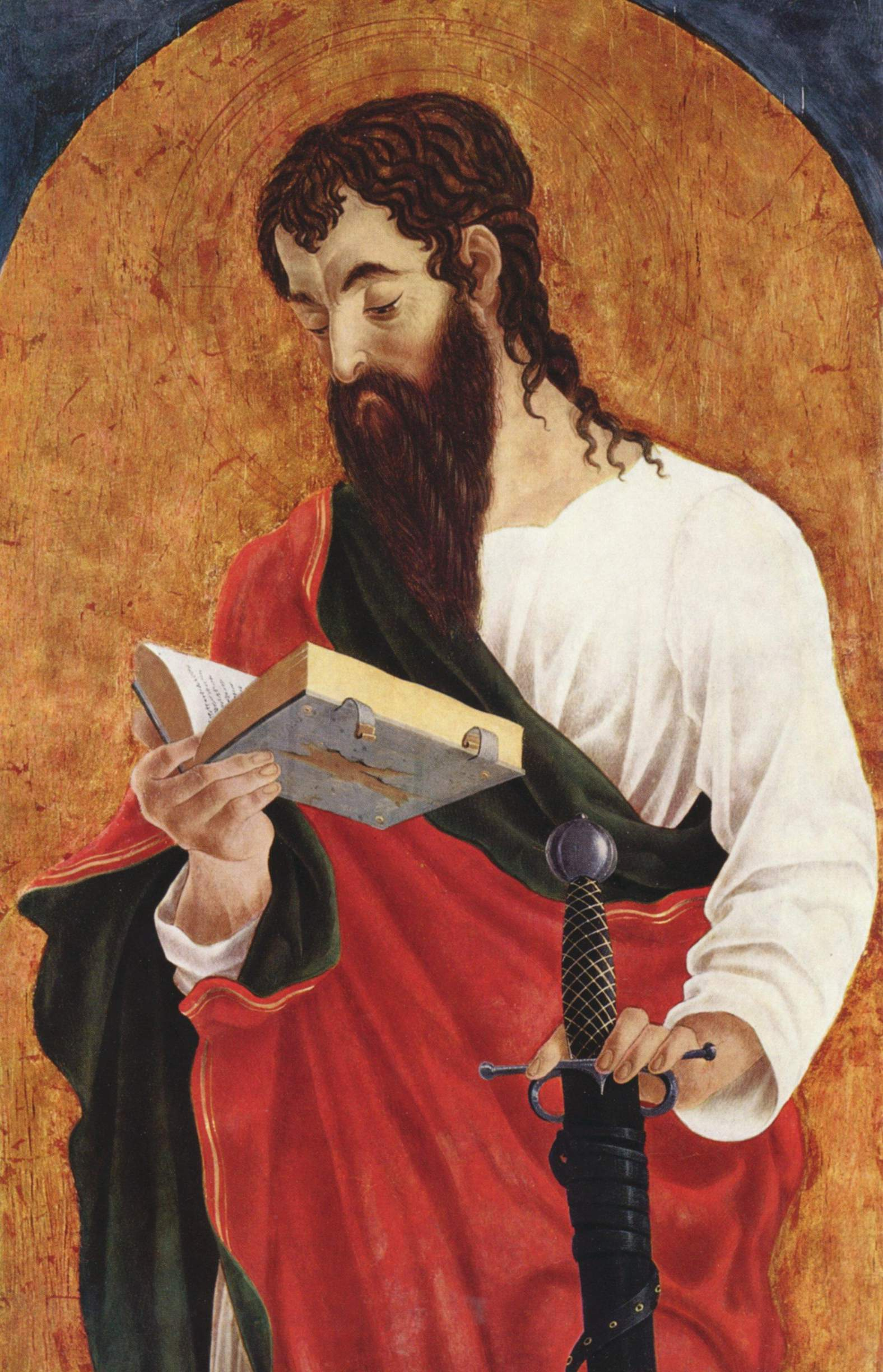
Святой Павел. Ок. 1470. Дерево, темпера. Музей Эшмола, Оксфорд, Великобритания
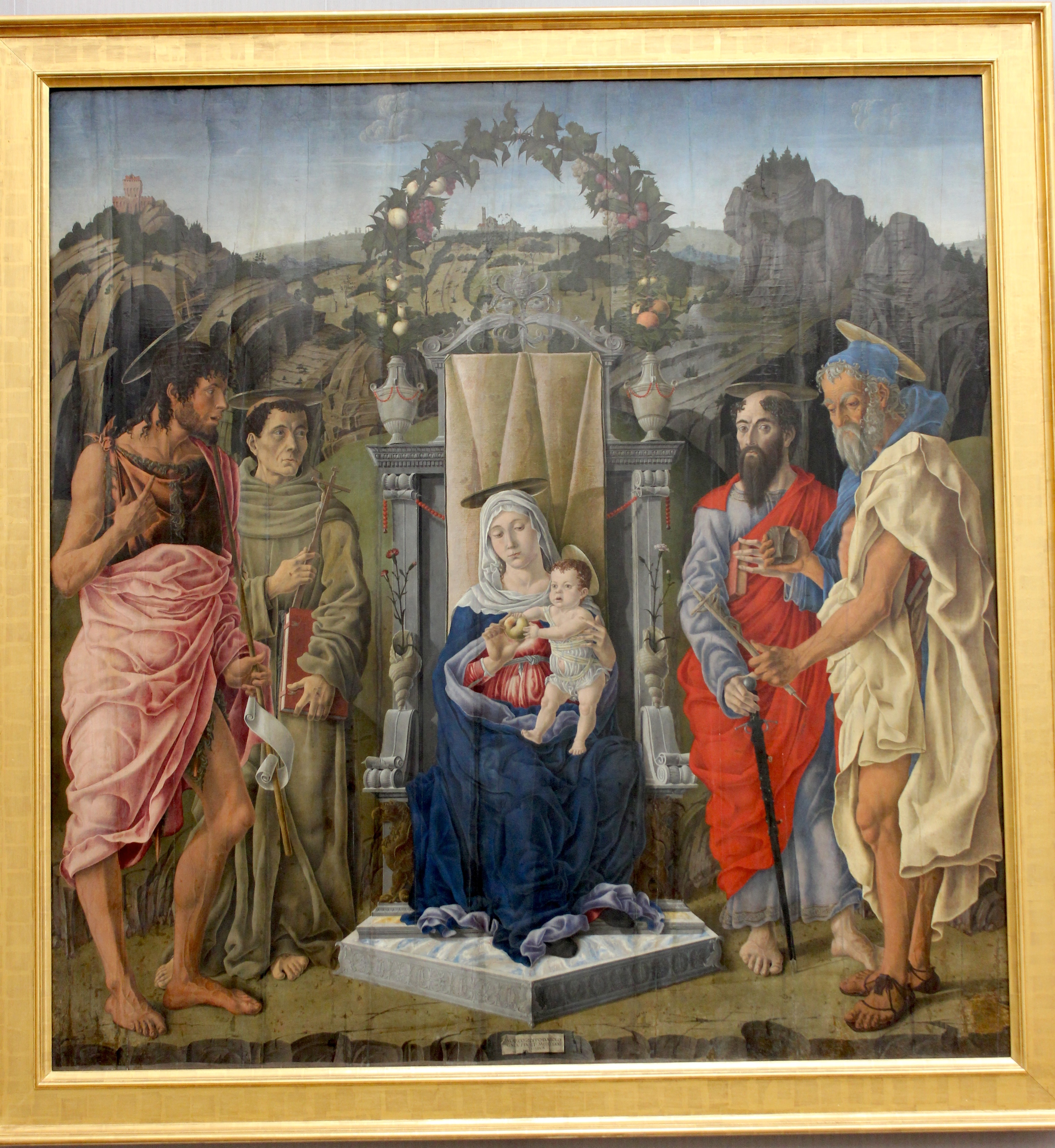
Мадонна на троне с Младенцем и святыми Иоанном Крестителем Франциском Ассизским, Павлом и Иеронимом. 1471. Дерево, темпера, Берлинская картинная галерея
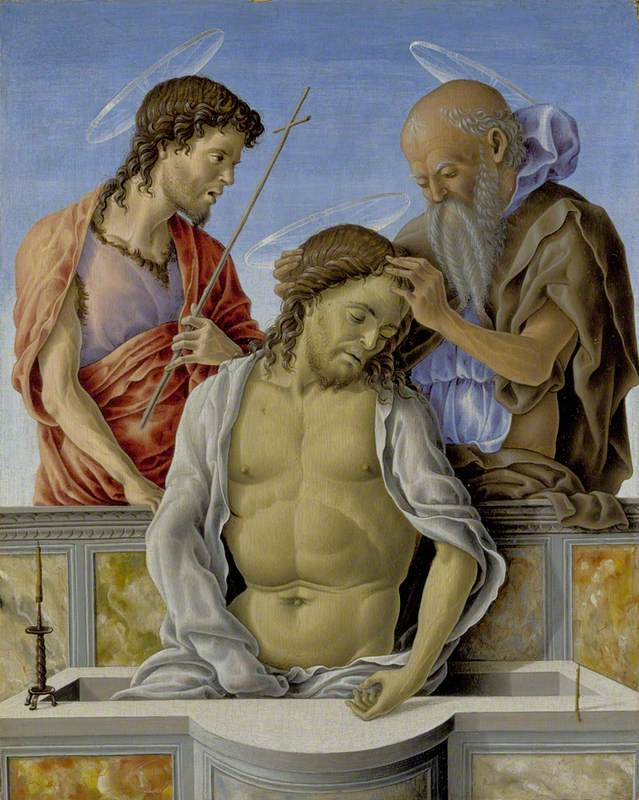
Мёртвый Христос, поддерживаемый святыми. Ок. 1465. Дерево, темпера. Национальная галерея, Лондон
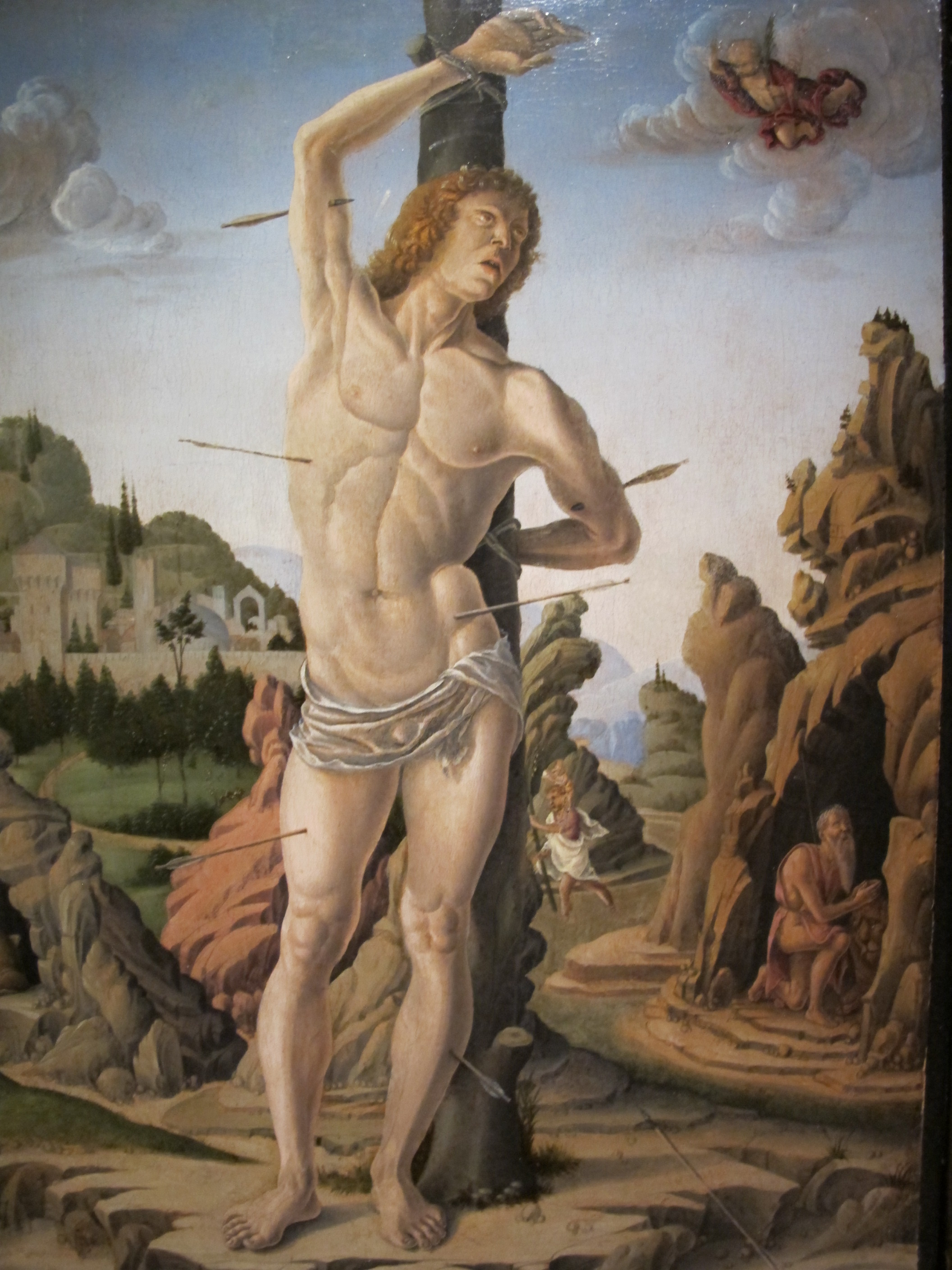
Святой Себастьян. Между 1475 и 1478. Дерево, темпера. Галерея Курто, Лондон